# Miguel Ángel Osorio Chong
Miguel Ángel Osorio Chong, né le 5 août 1964 à Pachuca, dans l'Hidalgo, est le gouverneur de l'État mexicain d'Hidalgo entre 1er avril 2005 et 31 mars 2011,, et l'ancien secrétaire de l'Intérieur de 2012 à 2018.

## Biographie
Le 30 avril 2020, il est testé positif au Covid-19 et placé en quarantaine chez lui.

### Fonctions politiques
Miguel Ángel Osorio Chong est d'abord gouverneur de l'État d'Hidalgo de 2005 à 2011, avant d'être nommé Secrétaire au Gouvernement (l'équivalent mexicain de Ministre de l'Intérieur) pour toute la durée du gouvernement du président priiste Enrique Peña Nieto. C'est durant son mandat que le baron de la drogue Joaquín Guzmán dit « El Chapo » parvient à s'évader de la prison fédérale de haute sécurité d'Altiplano (en) , le 11 juillet 2015, à l'aide d'un tunnel de plus de 1,5 kilomètre de long creusé à 10 mètres de profondeur,.
Durant la présidence du président moréniste Andrés Manuel López Obrador, Osorio Chong se retrouve dans l'opposition, où il joue le rôle de coordonnateur des sénateurs du PRI.

### Divers
Dans la série télévisée El Chapo le role de Félix Olivares, gouverneur d'Hidalgo, joué par l'acteur Arturo Álvarez, est inspiré de Miguel Ángel Osorio Chong.